# Масакр у Друговцу
Масакр у Друговцу се десио 29. априла 1944. године када су припадници Корпуса горске гарде и Смедеревског корпуса Југословенске војске у Отаџбини убили 76 мештана села Друговац код Смедерева, због подршке села партизанима.
29. априла 1944. ујутро четири корпуса ЈВуО извршила су концентричан напад на село Друговац у којем се налазио сеоски Друговачки партизански батаљон и једна чета Космајског НОП одреда. Након вишесатне борбе, у раним послеподневним сатима партизани су се уз помоћ напада Биновачке чете извукли у правцу Биновца. Четници су потом ушли у село, и уз примену силе, дотерали већу групу становника на два места у центру села, на такозвану „Пољану“ и у црквену порту. Ту су из постројене масе издвајане групе људи које су потом убијане, било стрељањем, било хладним оружјем.
Четници су убили укупно 76 мештана и спалили 27 кућа. На крају је окупљенима капетан Живан Лазовић, командант Смедеревског корпуса ЈВуО, одржао говор, натерао их да се пред свештеником закуну на верност краљу. Потом је мобилисао десетак младића у своју јединицу. Касно навече четници су напустили село, натоваривши плен на шездесетак унапред припремљених запрежних кола.

## Предисторија масакра
Током устанка 1941. у Друговцу и околним селима није било драматичних догађаја, већих борби нити одмазди. Након гушења устанка, у селу је власт држао локални велепоседник Бранко Милосављевић, члан Љотићевог Збора, уз помоћ наоружане страже којом је руководио. Његова стража спроводила је терор и није дозвољавала активност присталицама НОП-а ни присталицама Михаиловићевих четника.
У другој половини 1943. дошло је до поновног успона НОП-а и Михаиловићеве организације. Локално руководство Комунистичке партије донело је одлуку о ликвидацији Милосављевића и његове групе. Ту одлуку извршила је Трећа чета Космајског НОП одреда 30. септембра. Након тога у селу је значајно повећана активност Михаиловићевог покрета, и нарочито НОП-а.
У селу су се међутим често појављивале јаче снаге, било Смедеревског, било Корпуса горске гарде ЈВуО. Као одмазду за кршење немачко-четничких потписаних споразума, формација Немаца и СДК 17. фебруара 1944. изненада је у Селевцу напала делове Смедеревског корпуса, и нанела им значајне губитке. Након тога притисак четника је за неко време попустио, па су у селу формирани НОО, локална организација КПЈ и СКОЈ-а.
5. априла Космајски НОП одред боравио је неко време у Друговцу. Након тога, 10. априла, у селу је формирана локална партизанска чета која је бројала 27 бораца.
Ова чета је већ сутрадан, 11. априла, з помоћ Јасеничке чете, одбила напад четника Смедеревског корпуса. Ова победа је охрабрила народ у селу, па се пријавио већи број добровољаца. Тако је од чете већ 12. априла формиран батаљон. За команданта је постављен Мића Ранковић, а за комесара Бора Милошевић. Батаљон је имао четири чете и око 150 пушака.
Штаб Смедеревског корпуса је, да би уништио друговачке партизане, извршио прикупљање снага. Снаге су формиране у две групе - једна у Малом Орашју, а друга у Селевцу. Обе ове групе претрпеле су поразе у борбама 18. и 19. априла.
Трећи напад групе од око 500 четника Смедеревског корпуса уследио је из правца Селевца и из правца Суводола 23. априла после подне. Уз Друговачки батаљон, у селу се налазио и један вод из Космајског одреда од 16 бораца.
Пошто се и овај напад завршио неуспехом, штаб ЈВуО извршио је концентрацију четири своја корпуса за сламање отпора у овом селу. Четници су у село упутили курира Драгољуба Милојевића са поруком да се тамошњи партизани позову на мир и сарадњу. Међутим, партизани су курира Милојевића стрељали у ноћи 19. на 20. април.
У међувремену, две чете Космајског одреда са 120 бораца 26. априла задржале су се цео дан у Друговцу. Одржан је збор на коме су људи из штаба Космајског одреда убеђивали људство из Друговачког батаљона да пређу на герилски начин борбе уместо фронталног, да се укључе у одред и напусте упорну одбрану. Ово убеђивање остало је без успеха, тако да је током ноћи Одред напустио село, а Друговачки батаљон остао.
Четнички напад уследио је 29. априла рано ујутро.

## Борба
Током ноћи 28/29. априла једна чета Космајског одреда ушла је поново у Друговац, па се у њему нашло око 200 партизана. Према њима стајала су четири корпуса ЈВуО.
- Корпус горске гарде под командом Николе Калабића налазио се у Селевцу и Брњаку.
- Смедеревски корпус под командом Живана Лазовића био је концентрисан у Дубони.
- Хомољски корпус под командом Велимира Пилетића размештен је у Живковцу.
- Авалски корпус под командом Светислава Трифковића био је у Малом Орашју.

Ови корпуси кренули су са својих концентрацијских просторија у напад у зору 29. априла. При наиласку на положаје партизана на прилазима Друговцу, развила се борба. Четници нису били у стању да савладају одбрану одлучним нападом, па су вршили константан притисак на одбрану. Будући да су партизани располагали врло скромним залихама муниције, нестанак муниције натерао их је током раног послеподнева на извлачење. Извлачење је потпомогао напад Биновачке чете са правца свог села у позадину четничких положаја. На тај начин је у четничком обручу створена бреша кроз коју су се повукли борци Друговачког батаљона и чете Космајског одреда. Иако четници нису вршили значајан притисак на партизане у извлачењу, међу борцима је ипак дошло до колебања, тако да се један број распршио или посакривао.
Током борбе за Друговац погинула су четири борца Друговачког батаљона:
- Славобран Пантић
- Драгомир Стевановић
- Војислав Милојевић
- Мија Сретеновић из Бадљевице

Поред изгинулих Друговчана на страни партизана погинуо је и Чеда Радојковић, шумар из Луњевца.

## Масакр
Након повлачења партизана, четници су ушли у село. Већ приликом уласка, почели су са терором. Идући од куће до куће истеривали су људе претњама и батинама, и гонили их у центар села.
Кућу Александра и Милеве Бркић, сарадника НОП-а, четници су опљачкали, а затим је запалили не дозволивши укућанима да изађу.
Пред кућом Бранка Милојевића четници су одмах заклали Мићу Петровића, за кога су посумњали да је био у борби. Када су жене почеле да наричу, раздражени Калабићеви четници улетели су међу њих, тукући их кундацима.
Успут на друму према Бадљевици четници су убили Драгољуба Радојковића, сина Милеве Радојковић. Над мртвим сином почела је да нариче мајка, а њој су се придружиле још две жене најближе сроднице погинулог. Четници су потом хицима из пушака поубијали и ове жене.
Пред својом капијом заклан је и Милутин Дачић.
Једна група људи дотерана је у центар села, на место звано „Пољана“, а друга у црквену порту.
На самој Пољани, пре него што је дотерана главна група, већ су били стрељани Стеван и Милосав Радојевић. Миленка Мигу Нешића, солунца, четници су почели да кундаче као и све остале. Међутим, он није се бранио штапом који је носио, па је убијен камама на Пољани.
Кад су сељаци дотерани на скуп, из масе су издвајане групе од по неколико људи, који су затим бивали усмрћени, било стрељањем, било хладним оружјем.
Након клања у црквеној порти, капетан Лазовић, командант Смедеревског корпуса ЈВуО је преживелима одржао говор. На крају је позвао свештеника и натерао људе да се на глас закуну на верност краљу. Изабрао је десетак младића и мобилисао у четнике.

## Жртве
Иза себе четници су оставили: 24 заклана, 41 стрељаног, 4 изгорела, 3 умрла од батина. 120 кућа је запаљено, а преко 200 опљачкано.
- Заклани су: 
  - Милутин Дачић
  - Милан С. Јоцић
  - Милоје М. Пантић,
  - Владимир М. Јоцић
  - Живан Ј. Радојковић
  - Милорад Ж. Радојковић
  - Драгомир А. Нешић
  - Миленко Ж. Нешић
  - Милутин М. Пешић
  - Живан М. Петровић
  - Драгомир М. Петровић
  - Александар М. Илић
  - Милан М. Јовановић
  - Обрен В. Илић
  - Живадин С. Илић
  - Драгутин М. Живковић
  - Љубомир Ж. Миливојевић
  - Настас М. Бркић
  - Боривоје С Спасојевић
  - Здравка В. Грујић
  - Љубица В. Станисављевић
  - Живојин К. Јовановић
  - Драгомир Марковић
  - Драгиша Пауновић.
- Стрељани су: 
  - Александар Ж. Ивковић
  - Стеван С. Радојевић
  - Михајло М. Живановић
  - Боривоје М. Грујић
  - Милан М. Бркић
  - Војислав Д. Милосављевић
  - Властимир М. Живановић
  - Живадин М. Марковић
  - Бранислав Ж. Пантић
  - Јован А. Пантић
  - Драгутин Ж. Пантић
  - Драгољуб Д. Радојковић
  - Драгутин Милашиновић
  - Љубомир М. Ристић
  - Милан Ж. Ристић
  - Милија М. Пешић
  - Љубица М. Пешић
  - Наталија М. Живојиновић
  - Живко А. Живојиновић
  - Ангелина М. Живановић
  - Спасенија Ж. Живановић
  - Драгомир Р. Пантић
  - Ђура Манојловић
  - Радосав А. Илић
  - Милан М. Илић
  - Милутин А. Јовановић
  - Чедомир Станисављевић
  - Милосав Радојевић
  - Живко Б. Јовановић
  - Радојко Н. Станић
  - Илија Ђ. Јовановић
  - Марко М. Петровић
  - Цвета Милић
  - Милутин Ж. Живковић
  - Божидар Ивановић
  - Божидар Јовановић
  - Лука Јовановић
  - Радисав Радојевић
  - Милева Радојковић
  - Живан Бркић
  - Бранислав Станисављевић.
- Изгорели су:
  - Милева А. Бркић
  - Радивоје М. Бркић
  - Милица В. Бркић
  - Димитрије Ђорђевић.
- Умрли су од батина: 
  - Светозар М. Ивановић
  - Живко Стевановић
  - Радомир О. Јанковић.[4]